# Kingsley Kennerley
Kingsley Kennerley (* vor 1937, † nach Juni 1982) war ein englischer Snooker- und English-Billiards-Spieler sowie Billardtrainer aus Birmingham. Ende der 1930er-Jahre konnte Kennerley viermal die English Amateur Billiards Championship und zweimal die English Amateur Championship gewinnen. Zusätzlich wurde er 1938 Vize-Amateurweltmeister im English Billiards. Nach einigen Teilnahmen an der Snookerweltmeisterschaft in den 1940ern und 1950ern wurde es zunächst ruhig um Kennerley, doch ab 1969 spielte er wieder auf professionellem Niveau mit. Unter anderem nahm er dreimal am Pot Black teil. Seine Karriere lief ab Mitte der 1970er-Jahre langsam aus und endete mit dem Bass and Golden Leisure Classic im Juni 1982.

## Karriere
Zwischen 1937 und 1940 erreichte Kennerley jährlich das Endspiel der English Amateur Billiards Championship und gewann alle vier Endspiele. 1938 belegte er zusätzlich bei der Amateurweltmeisterschaft im English Billiards den zweiten Platz hinter Bob Marshall. Im selben Zeitraum stand er auch jährlich im Finale des Snooker-Pendants, konnte aber nur zweimal gewinnen. Seine Amateurkarriere endete schließlich mit der Zäsur des Zweiten Weltkriegs. Nach Kriegsende arbeitete er als Billardtrainer, unter anderem für Rex Williams. Zudem wagte er den Schritt, Profispieler zu werden. Zwischen 1946 und 1957 spielte er so regelmäßig bei Profiturnieren mit, insbesondere bei der Snookerweltmeisterschaft, einige Male auch beim News of the World Tournament sowie bei der einzigen Ausgabe des Sunday Empire News Tournaments. Sein bestes Ergebnis war das Halbfinale bei der Snookerweltmeisterschaft 1957, das er aber auch nur erreichte, weil nur vier Spieler am Turnier teilnahmen. Daneben erreichte er zweimal das Finale der Uk Championship im English Billiards.
Danach geriet der Snookersport in eine Phase des Niedergangs. 1969 wurde Kennerley erstmals zum Pot Black eingeladen, ein Turnier, das einen entscheidenden Anteil daran hatte, dass Snooker wieder populär wurde. Kennerley nahm auch in den folgenden beiden Jahren am Turnier teil. Sein Sieg gegen Rex Williams beim Pot Black 1969 sollte aber sein letzter Profisieg werden. In den folgenden drei Jahren meldete sich Kennerley jeweils zur Weltmeisterschaft an, bestritt aber nur eines dieser Spiele. Im Anschluss an die Watney Open 1974 zog sich Kennerley wieder vom Snooker zurück. 1980 wagte er ein erneutes Comeback, bei dem er zwar diesmal rege an Turnieren teilnahm, aber weiterhin sieglos blieb. Sein endgültiges Karriereende folgte im Anschluss an das Bass and Golden Leisure Classic 1982.

## Erfolge
| Ausgang                                     | Jahr | Turnier                                | Finalgegner    | Ergebnis      |
| ------------------------------------------- | ---- | -------------------------------------- | -------------- | ------------- |
| English-Billiards-Turniere auf Amateurebene |      |                                        |                |               |
| Sieger                                      | 1937 | English Amateur Billiards Championship | Joe Thompson   | 4703:3633     |
| Sieger                                      | 1938 | English Amateur Billiards Championship | Joe Thompson   | 4714:3925     |
| Zweiter                                     | 1938 | Amateurweltmeisterschaft               | Bob Marshall   | Rundenturnier |
| Sieger                                      | 1939 | English Amateur Billiards Championship | Arthur Spencer | 4423:3264     |
| Sieger                                      | 1940 | English Amateur Billiards Championship | Arthur Spencer | 3931:3749     |
| English-Billiards-Turniere auf Profiebene   |      |                                        |                |               |
| Zweiter                                     | 1950 | UK Championship                        | John Barrie    | 5069:9046     |
| Zweiter                                     | 1951 | UK Championship                        | Fred Davis     | 6011:8120     |
| Snookerturniere auf Amateurebene            |      |                                        |                |               |
| Sieger                                      | 1937 | English Amateur Championship           | William Dennis | 6:3           |
| Zweiter                                     | 1938 | English Amateur Championship           | Pat Matthews   | 1:6           |
| Zweiter                                     | 1939 | English Amateur Championship           | Percy Bendon   | 4:6           |
| Sieger                                      | 1940 | English Amateur Championship           | Albert Brown   | 8:7           |